# Buckley (Illinois)
Buckley – wieś w Stanach Zjednoczonych, w stanie Illinois, w hrabstwie Iroquois.